# دبه کردن
دبه کردن یا دبه درآوردن اصطلاحی است در زبان فارسی به معنای زیر قول خود زدن و پیمان خود را فراموش کردن. این اصطلاح عمدتاً در معاملات به کار می‌رود. مثلاً می‌گویند «رضا در اجاره دادن خانه خود دبه کرد.» این بدان معنا است که آن شخص ابتدا قول داده که خانه خود را اجاره دهد و بعداً پشیمان شده‌است.
به نوشته امثال و حکم دهخدا این مثل از آنجا ناشی شده که دبه درآوردن هم معنای ابتلای به بیماری باد فتق است و منظور این است که فرد کار سنگینی را که قبلاً متعهد شده را به بهانه ابتلا به این بیماری می‌خواهد که انجام ندهد.